# Голухова, Софья Васильевна
Софья Васильевна Голухова (1921—2012) — белорусская медсестра, лауреат медали имени Флоренс Найтингейл.

## Биография
Софья Голухова родилась в деревне Люшево Буда-Кошелёвского района. После окончания Жлобинской школы медицинских сестер в 1940 начала работать фельдшерско-акушерском пункте Уваровичского района. В начале войны была распределена в Берёзовский госпиталь Брестской области вместе с отрядом медсестёр, сформированным Уваровичским военкоматом, но не смогла прибыть туда из-за начавшихся военных действий. Служила на медицинском пароходе «Клим Ворошилов», занимавшемся переправкой раненых в приволжские военные госпитали. В декабре 1941 года в качестве операционной хирургической медсестры вместе с 235-м отдельным медико-санитарным батальоном 134-й дивизии была направлена на Калининский фронт.
Летом 1942 года во время немецкого контрнаступления принимала участие в боях в Тверской области, район Белого. В октябре 1942 года два дня Софья оказывала помощь людям, спасла более 40 раненых. 20 октября, на третий день, батальон перешел в наступление. Пытаясь помочь раненому на поле боя, Софья Васильевна получила тяжёлые ранения: она потеряла левую руку, и была тяжело ранена в правую руку и ногу. После долгий процесс реанимации в центральном Московском институте травматологии и ортопедии, где ей сохранили правую руку; затем долечивалась в Ташкенте.
В 1944 году, после освобождения Беларуси, она вернулась в свой родной дом, расположенный в деревне Люшево, и несмотря на оконченные курсы бухгалтеров и стенографистов, вернулась в профессию, ставшую её призванием. Вначале была заведующей местным фельдшерско-акушерским пунктом, а в 1948—1972 годах работала медсестрой в Любовинской участковой больнице.
Софья Голухова была удостоена орденов Отечественной войны I и II степени и медалей. Баллотировалась в депутаты районного и сельского Советов. Избиралась заседателем народного суда. Была лидером первичной организации Красного Креста.
За отвагу и милосердие в 1975 года была награждена Международным комитетом Красного Креста золотой медалью имени Флоренс Найтингейл. После, в 1976 году она переехала в Гомель, где и дальше помогала людям. Медаль Софьи Голуховой ныне хранится в музее города Гомеля.

## Память
- На доме в Гомеле, где жила Софья Голухова, установлена памятная доска[3].
- Имя С. В. Голуховой носит Гомельская городская клиническая поликлиника № 5[4]